# رودريغو غارزا
رودريغو غارزا (بالإسبانية: Rodrigo Garza)‏ هو لاعب هوكي الحقل إسباني، ولد في 3 ديسمبر 1979 في مدريد في إسبانيا.

## وصلات خارجية
- رودريغو غارزا على موقع أوليمبيديا (الإنجليزية)
- رودريغو غارزا على موقع اللجنة الأولمبية الإسبانية (الإسبانية)